# Théodore Tchoumakoff
Théodore Tchoumakoff, né en 1823 à Saint-Pétersbourg et mort le 22 janvier 1911 à Paris, est un peintre russe.

## Biographie
Fedor Petrovich Chumakov est le fils de Pierre Tchoumakoff et de Judith Matrona.
Élève de Pyotr Basin, il réalise des portraits, essentiellement féminins. Arrivé à Paris, il expose au Salon des artistes français à partir de 1863.
Il épouse Joséphine Maucourt (1823-1891). Le couple donne naissance en 1859 à la future peintre Léonie de Loghadès.
Il meurt à son domicile du Boulevard Haussmann à l'âge de 87 ans. Il est inhumé le 24 au cimetière parisien de La Chapelle.
La vente de son atelier a lieu les 13 et 14 juin 1911, à l'Hôtel Drouot.

## Œuvres exposées aux Salons parisiens
- Tête de femme, au Salon de 1863, étude
- Tête de vieille, au Salon de 1863, étude
- Portrait de Mme la comtesse de R., au Salon de 1864
- Portrait de Mlle la comtesse A. de S., au Salon de 1864
- La Flagellation, au Salon de 1865
- Portrait de Mme Nina G. de Callias, au Salon de 1865
- La Rêverie, au Salon de 1876 (Carcassonne)
- Une Génoise, au Salon de 1876 (Carcassonne)
- Nonne russe, au Salon de 1880 (Besançon)
- Jeune paysanne, au Salon de 1880 (Besançon)